# 1847 en mathématiques
Cet article présente les faits marquants de l'année 1847 en science.

## Publications
- George Boole : Mathematical Analysis of Logic (algèbre de Boole).

## Naissances
- 6 mars : Cesare Arzelà (mort en 1912), mathématicien italien.
- 31 mars : Yegor Ivanovich Zolotarev (mort en 1878), mathématicien russe.
- 10 mai : Wilhelm Killing (mort en 1923), mathématicien allemand.
- 2 juillet : Andrew Gray (mort en 1925), physicien et mathématicien écossais.
- 9 novembre : Carlo Alberto Castigliano (mort en 1884), ingénieur et mathématicien italien.
- 29 novembre : Alfred George Greenhill (mort en 1927), mathématicien britannique.
- 1er décembre : Christine Ladd-Franklin (morte en 1930), mathématicienne américaine.
- 15 décembre : Achille Marie Gaston Floquet (mort en 1920), mathématicien français.

## Décès
- 15 février : Germinal Pierre Dandelin (né en 1794), mathématicien belge.
- 31 mars : Johann Wilhelm von Camerer (né en 1763), mathématicien et astronome allemand.
- 17 avril : François-Joseph Servois (né en 1767[1]), mathématicien français.
- 24 octobre : James MacCullagh (né en 1809), mathématicien irlandais.